# Darwin Pereira
Darwin Stalin Pereira Chamba (Cantón Las Lajas, Provincia de El Oro, Ecuador, 26 de mayo de 1973) es un político y jurisconsulto ecuatoriano. Fue el segundo vicepresidente de la Asamblea Nacional del Ecuador, entre 2022 y 2023.

## Biografía
Nació en el cantón Las Lajas, cuyos padres le llevaron a vivir a la capital orense, Machala para encontrar días mejores para su hijo cuando él apenas tenía 4 años.
Estudió la carrera de Derecho en la Universidad Técnica de Machala, donde tiene el título de abogado y además es también ingeniero de sistemas.

## Carrera política
Ni bien Pereira terminaba sus estudios universitarios, comenzó su trabajó como Especialista de Responsabilidad Social de la Empresa de Agua Potable y Alcantarillado del cantón Machala, AGUAS MACHALA EP. También es el actual Secretario Nacional del Movimiento de Unidad Plurinacional Pachakutik donde se enroló al partido en el 2016. Antes se desempeñó como Subcoordinador Nacional del Movimiento de Unidad Plurinacional Pachakutik. Durante la segunda vuelta electoral, en la que se disputaban la Presidencia Guillermo Lasso y Andrés Arauz, Pereira fue uno de los asambleístas en promover el voto nulo. Esto después de que se negara la petición del candidato a la presidencia por Pachakutik, Yaku Pérez, de realizar un reconteo de votos de la primera vuelta electoral.

### Asamblea Nacional
Fue elegido asambleísta provincial por su provincia el 7 de febrero del 2021 en las Elecciones presidenciales de Ecuador de 2021, luego renunció a su cargo ante una eventual elección para una de las vicepresidencias vacantes que estaba teniendo la Asamblea Nacional ante las destituciones de Bella Jiménez y Yeseña Guamaní por tráfico de influencias.
Fue electo Segundo Vicepresidente de la Asamblea Nacional del Ecuador el 21 de julio del 2022, con 93 votos a favor, 35 negativos y 6 abstenciones para ocupar el cargo dejado por Guamaní.